# Otjiwarongo-bekken
Het Otjiwarongo-bekken is een bekken in Namibië dat onderdeel uitmaakt van de Karoo Supergroup. Het omvat geologische formaties uit de tijdvakken Perm, Trias en Jura. Fossielen van onder meer dinosauriërs en synapsiden zijn gevonden in het Otjiwarongo-bekken.

## Locatie en geologie
Het Otjiwarongo-bekken ligt in het Waterberg Plateau Park in het noordcentrale deel van Namibië. Het omvat de Omingonde-formatie uit het Laat-Perm (258-256 miljoen jaar geleden) en Midden-Trias (245-235 miljoen jaar geleden) en de bovenliggende Etjo-formatie uit het Vroeg-Jura (200-190 miljoen jaar geleden). 

## Fauna

### Omingonde-formatie
De eerste vondsten uit de Omingonde-formatie werden in 1973 beschreven. De meeste gevonden fossielen zijn echter in relatief slechte staat. Vergelijkbare fossielen van andere locaties zijn over het algemeen beter. 
Het basaalste deel van de Omingonde-formatie omvat afzettingen uit het Laat-Perm. De ouderdom van deze gesteentelaag komt overeen met het bovenste deel van de Endothiodon Assemblage Zone van de Karoo, de Tropidostoma-Gorgonops Subzone. Bij Mount Etjo zijn twee fossielen van therapsiden gevonden: schedels van cf. Lycaenops en de middelgrote dicynodont cf. Tropidostoma. De fossiele vondsten in zuidelijk Afrika laten zien dat er ten tijde van de Tropidostoma-Gorgonops Subzone laaglandverbindingen waren tussen het Otjiwarongo-bekken, het Karoo-bekken en oostwaarts Zambia, Tanzania en Mozambique.
De Omingonde-formatie bestaat uit drie lagen die tijdens het Trias zijn afgezet. De onderste laag dateert uit het Vroeg-Anisien en correleert met Subzone B van de Cynognathus Assemblage Zone van de Zuid-Afrikaanse Beaufortgroep. In deze laag zijn de fossielen van de cynodonten Cynognathus crateronotus, Diademodon tetragonus en Trirachodon sp. gevonden. Naast deze cynodonten zijn in deze laag van Omingonde-formatie ook fossielen gevonden van de herbivore therocephaliër Microgomphodon oligocynus, de dicynodonten Dolichuranus primaevus en Kannemeyeria lophorhinus, de archosauriër Erythrosuchus africanus en een niet nader te classificeren amfibie uit de Mastodonsauridae. 
De middelste laag dateert uit het Laat-Anisien en correleert met Subzone C van de Cynognathus Assemblage Zone, de Manda-formatie in Tanzania en de Argentijnse formaties Río Seco de la Quebrada en Cerro de las Cabras in het San Rafael-bekken. In deze laag zijn de fossielen van de cynodonten Aleodon sp., Luangwa sp., ?Massetognathus en Titanogomphodon crassus gevonden. 
De bovenste laag van de Omingonde-formatie dateert uit het Vroeg-Ladinien en correleert met de Argentijnse Chañares-formatie in het Ischigualastobekken en de Dinodontosaurus Assemblage Zone van de Braziliaanse Santa Maria-formatie. In deze laag zijn de fossielen van de cynodont Chiniquodon sp., de dicynodont Stahleckeria potens en de rauisuchiër Etjosuchus gevonden. Chiniquodon en Stahleckeria waren voorheen alleen bekend van Zuid-Amerikaanse vondsten. De fossielen uit de bovenste laag van de Omingonde-formatie zijn de enige zekere fauna uit het Ladinien van continentaal Afrika.
De overeenkomsten in fauna tussen zuidelijk Afrika en Zuid-Amerika wijst er op dat beide gebieden in het Midden-Trias biogeografisch verbonden waren via aaneenliggende laaglandgebieden zonder grote ecologische, klimatologische en/of fysieke barrières. De afzettingen van de Omingonde-formatie geven ook inzicht in de ontwikkeling van het klimaat in het gebied. Aanvankelijk was het Otjiwarongo-bekken tijdens het Trias een gebied met een uitgebreid rivierensysteem en meren. Een groot deel van de formatie is afgezet onder semi-droge omstandigheden. Het bovenste deel van de Omingonde-formatie, tegen de overgang naar de Etjo-formatie, stamt uit een periode met woestijnen.  

#### Overzicht Trias
| Formatie           | Laag                           | Cynodonten                                                             | Dicynodonten                                     | Overige therapsiden       | Archosauriërs           | Amfibieën               |
| ------------------ | ------------------------------ | ---------------------------------------------------------------------- | ------------------------------------------------ | ------------------------- | ----------------------- | ----------------------- |
| Omingonde-formatie | bovenste laag (Vroeg-Ladinien) | Chiniquodon omarurensis, Etjoia dentitransitus                         | Stahleckeria potens                              | (geen)                    | Etjosuchus              | (geen)                  |
| Omingonde-formatie | middelste laag (Laat-Anisien)  | Titanogomphodon crassus, Aleodon sp., Luangwa sp., ?Massetognathus sp. | (geen)                                           | (geen)                    | (geen)                  | (geen)                  |
| Omingonde-formatie | onderste laag (Vroeg-Anisien)  | Cynognathus crateronotus, Diademodon tetragonus, Trirachodon sp.,      | Kannemeyeria lophorhinus, Dolichuranus primaevus | Microgomphodon oligocynus | Erythrosuchus africanus | Mastodonsauridae indet. |

### Etjo-formatie
De eerste fossielen uit de Etjo-formatie werden al aan het begin van de twintigste eeuw gevonden en beschreven door de Duitse paleontoloog Friedrich von Huene in 1925. In 1999 werd een fossiel van de prosauropode Massospondylus carinatus gevonden. Daarnaast zijn ook voetafdrukken van Massospondylus, "Syntarsus" en een ceratosauriër gevonden in het Otjiwarongo-bekken bij Otjihaenamaparero. De regio had tijdens het Vroeg-Jura een droog klimaat, vergelijkbaar met dat van de huidige Namib-woestijn, met verspreid periodieke kleine meertjes en rivieren tussen de zandduinen van de zandwoestijn.